# فيفا للإعلام
فيفا (بالألمانية: VIVA) هي شبكة إعلامية تلفزيونية ألمانية لها فروع أخرى في دول أوروبا الأخرى تأسست في سنة 1993 وهي مملوكة من قبل شركة فياكوم. وهي منافسة لشركة إم تي في في الولايات المتحدة.